# يوفنتوس موسم 2011–12
كان موسم 2011–12 هو الموسم الـ114 لنادي يوفنتوس لكرة القدم في الوجود والموسم الخامس على التوالي في دوري الدرجة الأولى الإيطالي لكرة القدم. في الدوري الإيطالي الدرجة الأولى، فاز النادي بأول لقب دوري منذ عام 2006؛ وكان قد فاز بلقبين للدوري الإيطالي الدرجة الأولى في هذه الأثناء (2004–05 و2005–06) ولكن تم تجريده من كليهما نتيجة لفضيحة الكالتشيو بولي.